# Gottfried Böhm
Pour les articles homonymes, voir Böhm.
Gottfried Böhm (que l’on trouve parfois écrit Boehm), né le 23 janvier 1920 à Offenbach-sur-le-Main et mort le 9 juin 2021 à Cologne, est un architecte allemand contemporain.

## Biographie
Il naît dans une famille d’architectes. Son père, Dominikus Böhm, est renommé pour avoir construit de nombreuses églises en Allemagne, aux Pays-Bas ou en Amérique du Sud. Après son diplôme obtenu en 1946 à l’Institut Technique de Munich, il étudie la sculpture à l’Académie des beaux-arts de cette ville. À partir de 1947, il collabore avec son père jusqu’à la mort de celui-ci en 1955. Durant la même période, il collabore également avec la Société pour la Reconstruction de Cologne sous la direction de Rudolf Schwarz. En 1951 il passe six mois à New York où il travaille dans l’agence de Cajetan Baumann. Il complète son séjour américain par un voyage d’étude à travers le pays, ce qui lui donne l’occasion de rencontrer Ludwig Mies van der Rohe et Walter Gropius pour lesquels il a une grande admiration.
Il a réalisé de nombreux bâtiments en Allemagne : églises, musées, théâtres, centres culturels, bureaux et logements.
 
Il a été considéré comme un architecte expressionniste dans les années 1960, puis, récemment, il a été « classé » comme post-Bauhaus, mais lui-même préfère se définir comme un architecte qui crée des « connexions », entre le passé et le nouveau, entre les idées et le monde physique, entre un bâtiment et son cadre urbain, et ceci se traduit dans le choix de la forme, des matériaux et de la couleur des constructions qu’il conçoit. Beaucoup de ses projets sont réalisés en béton brut, mais à partir du Centre civique à Bergisch Gladbach, il commence à utiliser de nouveaux matériaux comme le verre et l’acier, un tournant dans le choix des matériaux, dû à l’évolution technologique.
Dans de nombreux projets, son attention pour la planification urbaine est évidente, comme dans le quartier autour de la cathédrale de Cologne, dans la Place Prague à Berlin, dans le périmètre autour du château de Saarbruecken et dans le Quartier Lingotto à Turin.
Il a reçu de nombreux prix parmi lesquels le prestigieux prix Pritzker en 1986.

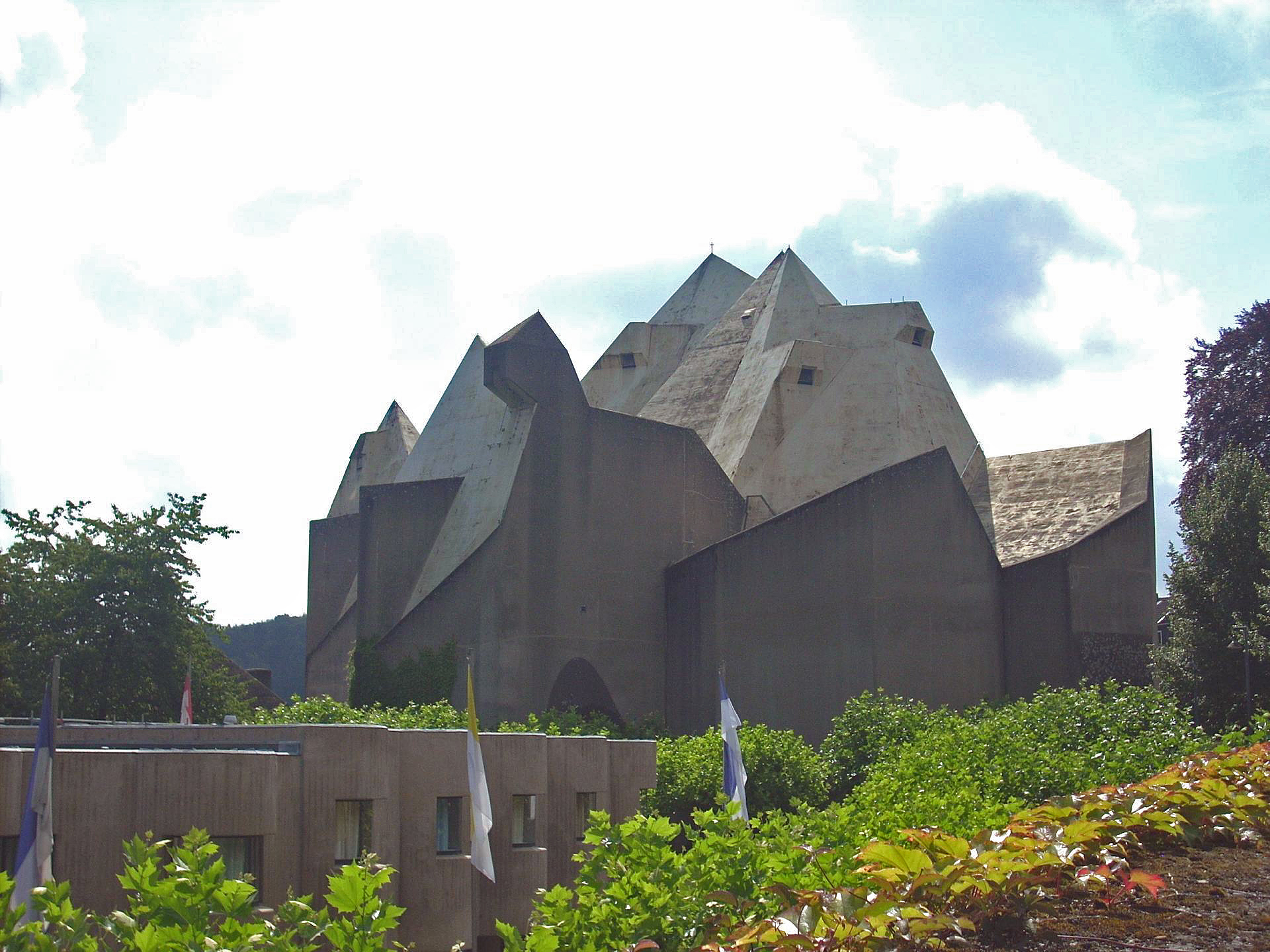
L'église Mariendom de Neviges, oeuvre majeure de Böhm

Il est élu membre de l'Académie des arts de Berlin en 1968.

## Bourse d'études Gottfried Böhm
À l'occasion du centenaire de la naissance de l'architecte de Cologne Gottfried Böhm, la maire de Cologne Henriette Reker a proposé d'organiser en 2020 une bourse d'études en l'honneur de cet architecte de renommée internationale. En 2023, la bourse a été organisée pour la première fois. 
La bourse Gottfried Böhm encourage les architectes de troisième cycle qui s'intéressent particulièrement au lien entre l'architecture et l'urbanisme. Sous le patronage de la maire de Cologne, Henriette Reker, la bourse de résidence d'un an a lieu dans la métropole de Cologne. Le ou la boursier(e) a la possibilité de travailler pendant un an sur des tâches créatives et visionnaires en matière d'architecture et d'urbanisme pour Cologne et sa périphérie. Pendant cette période, il ou elle sera logé(e) gratuitement, aura un poste de travail dans un environnement créatif au cœur de la ville et recevra une subvention mensuelle de 2.500 euros au total. La bourse est mise en place et gérée par l'association des amis et promoteurs de l'école supérieure technique de Cologne (Verein der Freunde und Förderer der Technischen Hochschule Köln e.V.). Les candidatures sont ouvertes aux architectes de troisième cycle.
La phase de candidature actuelle est ouverte jusqu'au 31 mai 2025. La bourse débute en octobre 2025 et dure un an.

## Citation
« On sait bien que les hommes n’ont pas d’âme : si seulement ils avaient un peu de tenue. »

## Principales réalisations
- Église à Neviges (1962) Photo
- Ensemble religieux (église, centre pour les jeunes et bibliothèque) (1968) à Cologne Photo
- Zublin Office Building (1985) à Stuttgart Photo
- Hôtel de ville de Bensberg (Bergisch Gladbach)
- Municipal Building de Rheinberg
- Restaurant à Bad Kreuznach
- Centre civique à Bergisch Gladbach
- Magasin Peek+Cloppenburg à Berlin
- Banque Deutsche à Luxembourg
- Hans Otto Theater à Potsdam (1999-2006)